# Catocala conjuncta
Catocala conjuncta är en fjärilsart som beskrevs av Eugen Johann Christoph Esper 1786. Catocala conjuncta ingår i släktet Catocala och familjen nattflyn. Inga underarter finns listade i Catalogue of Life.

## Bildgalleri

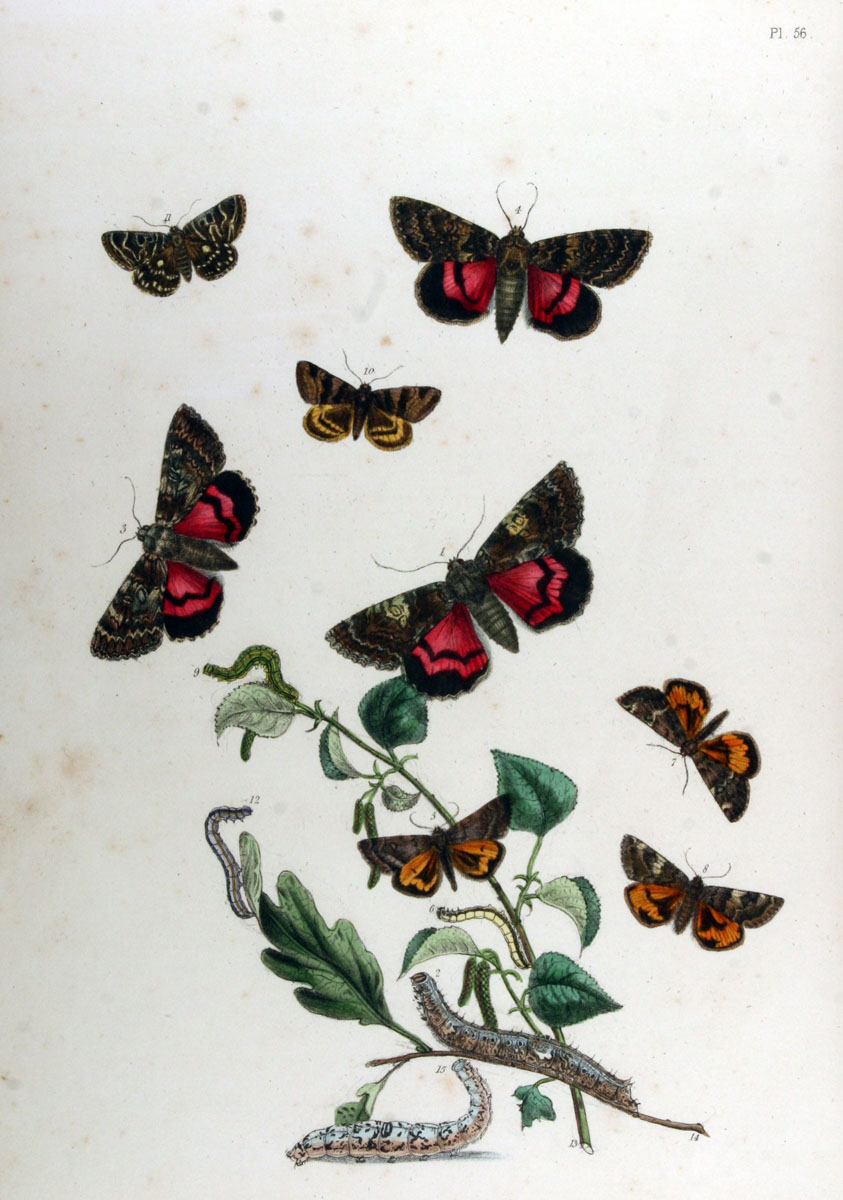